# Ангай
Ангай (на латински: Angai) е княз и вожд на утигурите през VI век.

## Управление
През 576 г. Ангай служи на Турксант (575 – 610), владетелят на гьоктюрките, и завладява град Пантикапей (Боспорос) на Керченския проток, който е завладян от 534 г. от византийския император Юстиниан I чрез готски помощни войски.